# 野洲市立野洲小学校
野洲市立野洲小学校（やすしりつ やすしょうがっこう）は、滋賀県野洲市小篠原にある公立小学校。
付近ではかつて中山道と朝鮮人街道が分岐していた。校門近くにはそれを記念した解説文があり、東屋などの修景事業が行われている。

## 沿革
- 1873年（明治6年）8月31日 - 益行学校を設置[1]。
- 1876年（明治9年）2月22日 - 篠原学校を設置[1]。
- 1886年（明治19年）10月1日 - 尋常篠原小学校を設置[1]。この日を創立記念日とする[1]。
- 1888年（明治21年）1月21日 - 現在地に移転[1]。
- 1890年（明治23年）10月6日 - 野洲尋常小学校に改称[1]。
- 1892年（明治25年）6月1日 - 野洲小学校に改称[1]。
- 1894年（明治27年）3月26日 - 野洲尋常高等小学校に改称[1]。
- 1941年（昭和16年）4月1日 - 野洲国民学校に改称[1]。
- 1942年（昭和17年）5月20日 - 野洲西国民学校に改称[1]。
- 1947年（昭和22年）4月1日 - 野洲西小学校に改称[1]。
- 1953年（昭和28年）5月4日 - 校歌を制定[1]。
- 1976年（昭和51年）4月1日 - 野洲町立野洲小学校に改称[1]。
- 1983年（昭和58年）4月1日 - 野洲町立北野小学校を分離[1]。
- 1986年（昭和61年）10月5日 - 野洲小学校創立100周年記念式を挙行[1]。
- 2004年（平成16年）10月1日 - 野洲市の発足に伴って野洲市立野洲小学校に改称。
- 2004年（平成16年）5月 - 新校舎が竣工[1]。
- 2016年（平成28年）10月23日 - 野洲小学校創立130周年記念事業式典を挙行。

## 著名な出身者
- 中島依美 - 女子サッカー選手。

## 交通アクセス
- JR琵琶湖線（東海道本線）野洲駅から徒歩約5分。